# Punta Enderby
La punta Enderby (52°02′S 58°33′O / -52.033, -58.550) se encuentra en el extremo occidental de la isla Bougainville del archipiélago de las Malvinas. Administrativamente pertenece al departamento Islas del Atlántico Sur de la provincia de Tierra del Fuego, Antártida e Islas del Atlántico Sur.
Esta punta se ubica en el estrecho que separa la isla Bougainville de la costa oriental de la isla Soledad, comunicando el seno Choiseul con la ensenada de Luisa. Además se encuentra al este de la caleta Foca y al noroeste de la punta Sal.